# مانسی سریواستاوا
مانسی سریواستاوا بازیگر تلویزیون هندی است. او اولین حضور تلویزیونی خود را در سال ۲۰۱۲ در سوورین گوگال تجربه کرد و با اجراهایش در دو دیل بنده یک دری سه، ساسورال سیمار کا، عشقبااز، دیویا درشتی و عشق من مرجوان ۲ به محبوبیت دست یافت.
سریواستاوا در سال ۲۰۱۶ با موهیت آبرول نامزد کرد، اما این زوج پس از چند ماه از هم جدا شدند. او سپس در سال ۲۰۱۹ با کاپیل تجوانی آشنا شد و این دو در ۲۲ ژانویه ۲۰۲۲ ازدواج کردند

## فیلم‌شناسی

### تلویزیون
| سال        | عنوان                     | نقش                       | یادداشت       |
| ---------- | ------------------------- | ------------------------- | ------------- |
| ۲۰۱۲–۲۰۱۳  | سوورین گوگال - برترین سال | جاسلین گوگال              |               |
| ۲۰۱۲       | آرجون                     | پایال ورما                |               |
| ۲۰۱۳       | رب سه صحنا ایشق           | هیر سینگ                  | [ ۷ ]         |
| ۲۰۱۳–۲۰۱۴  | دو دل بنده یک دری سه      | شیوانی رعنا/ سهاریا       | [ ۸ ]         |
| ۲۰۱۴       | نیلی چاتری واله           | پارواتی                   | [ ۹ ]         |
| ۲۰۱۵       | پیترسون هیل               | شتابدی جوشی               | [ ۱۰ ]        |
| ۲۰۱۵       | دار سابکو لاگتا های       | آدیتی                     |               |
| ۲۰۱۶       | ساسورال سیمار کا          | پرنا سیدانت بهاردوارج     | [ ۱۱ ]        |
| ۲۰۱۶       | یه‌های آشیکی               | آمریتا                    |               |
| ۲۰۱۶       | پیار تون کیا کیا          | سوهانا                    |               |
| ۲۰۱۶       | ام تی وی بیگ اف           | ضبان/آنانیا               |               |
| ۲۰۱۷–۲۰۱۸  | عشقباز                    | ACP Bhavya Pratap Rathore | [ ۱۲ ]        |
| ۲۰۱۷       | دیل بولی اوبروی           | ACP Bhavya Pratap Rathore | [ ۱۳ ] [ ۱۴ ] |
| ۲۰۱۸       | فایل‌های ترس               | آنیکا                     |               |
| ۲۰۱۸       | لاعل اشق                  | نیتیا                     |               |
| ۲۰۱۹       | دیویا درشتی               | لاوانیا                   | [ ۱۵ ]        |
| ۲۰۲۰       | ویدیا                     | محک                       | [ ۱۶ ]        |
| ۲۰۲۰–۲۰۲۱  | عشق من مرجوان ۲           | آهانا                     | [ ۱۷ ]        |
| ۲۰۲۱       | کوندالی باگیا             | سوناکشی رایچند            | [ ۱۸ ]        |
| ۲۰۲۲–اکنون | ساوی کی سواری             | دیمپی دلمیا               | [ ۱۹ ]        |

### سری وب
| سال  | عنوان          | نقش   | مرجع.  |
| ---- | -------------- | ----- | ------ |
| ۲۰۲۰ | راتری که یاتری | ناینا | [ ۲۰ ] |